# Přimda
Přimda (in tedesco Pfraumberg) è una città della Repubblica Ceca facente parte del distretto di Tachov, nella regione di Plzeň.